# Густав Адольф Мекленбург-Гюстровський
Густав Адольф Мекленбурзький (нім. Gustav Adolf zu Mecklenburg; 26 лютого 1633, Гюстров — 6 жовтня 1695, Гюстров) — герцог Мекленбурга, який правив у Мекленбург-Гюстрові. Син Йоганна Альбрехта II та його третьої дружини Елеонори Марії Ангальт-Бернбурзької.

## Біографія
Після смерті батька Йоганна Альбрехта II опіку над Густавом Адольфом прийняв його дядько Адольф Фрідріх I, який і став регентом герцогства. Після цього між матір'ю Густава Адольфа та її дівером розгорівся запеклий владний конфлікт.
У 1636—1648 роках Густав Адольф був адміністратором Ратцебурзького єпископства.
2 травня 1654 року Густав Адольф був проголошений імператором повнолітнім і керував Мекленбург-Гюстровом до своєї смерті в 1685 році. Нею закінчилася гюстровська лінія мекленбурзької династії.
28 грудня 1654 року Густа Адольф одружився з Магдаленою Сибілою Шлезвіг-Гольштейн-Готторпською (1631—1719), донькою Фрідріха III Шлезвіг-Гольштейн-Готторпського. У них народилося 11 дітей, але серед них не виявилося спадкоємця по чоловічій лінії. Це призвело до конфлікту з приводу спадщини, який був урегульований Гамбурзьким компромісом 1701 року, який наново оформив внутрішні відносини в Мекленбурзі.
Після закінчення Тридцятирічної війни Густав Адольф провів у 1661 році перепис населення. В 1662 році він видав розпорядження про знищення вовків, що розплодилися у воєнні роки. 1671 року він видав положення про шкільну реформу. У 1676 році Густав Адольф видав розпорядження про пожежну охорону. Кожному жителю наказувалося акуратно поводитися зі світлом та відкритим вогнем. Пивоваріння у домашніх умовах було заборонено. У 1682 році Густав Адольф розпочав боротьбу із забобонами, що поширилися в роки Тридцятирічної війни. Він наказав зібрати всі чаклунські книги, щоб їх потім спалити. На зміну знахарству прийшли безкоштовні медикаменти для людей та свійських тварин. Для організованої боротьби з відьмами були засновані спеціальні суди для ведення процесів проти відьом, щоб унеможливити отримання свідчень під тортурами у звичайних судах.
1684 року Густав Адольф запровадив обов'язкову шкільну освіту з шести років.

## Родина
Дружина Магдалена Сибіла Шлезвіг-Гольштейн-Готторпська (1631—1719), донька Фрідріха III Шлезвіг-Гольштейн-Готторпського.
Діти:
- Йоганн (1655—1660)
- Елеонора (1657—1672)
- Марія (1659—1701) — одружена з Адольфом Фрідріхом II Мекленбурзьким, герцогом Мекленбург-Стреліця
- Магдалена (1660—1702)
- Софія (1662—1738) — одружена з Крістіаном Ульріхом I Вюртемберг-Ельс-Бернштадтським
- Христина (1663—1749) — одружена з Людвігом Крістіаном Штольберзьким
- Карл (1664—1688) — одружений з Марією Амалією Бранденбург-Шведтською, донькою Фрідріха Вільгельма Бранденбурзького
- Гедвіга Елеонора (1666—1735) — одружена з Августом Саксен-Мерзебург-Цербігським
- Луїза (1667—1721) — одружена з королем Данії Фредеріком IV
- Єлизавета (1668—1738) — одружена з Генріхом Саксен-Мерзебург-Шпрембергським
- Августа (1674—1756)